# Момбежа
Момбежа (порт.  Mombeja) — фрегезия (район) в муниципалитете Бежа округа Бежа в Португалии. Территория — 55,54 км². Население — 445 жителей. Плотность населения — 8 чел/км².